# Centro Federal de Readaptación Social n.º 12
El Centro Federal de Readaptación Social Número 12 "CPS Guanajuato"  es una prisión federal mexicana de máxima seguridad dependiente del Órgano Administrativo Desconcentrado Prevención y Readaptación Social de la Comisión Nacional de Seguridad, que se encuentra ubicado en el municipio de Ocampo, al noroeste del estado de Guanajuato. El CEFERESO No.12 se encuentra en un predio de 80 hectáreas y cuenta con 5 módulos de internamiento, aduana de ingreso, dos módulos de verificación, edificio de dirección, cuarto de monitoreo, cuartel para fuerzas federales, helipuerto y una clínica de medicina de especialidad con 23 camas, consultorios quirófano y laboratorios.

## Antecedentes
Como parte de la Estrategia Penitenciaria Federal 2006-2012 establecida durante el periodo del presidente Felipe Calderón Hinojosa, el gobierno mexicano acordó la construcción de 8 penales federales a finales de 2010 ante la necesidad de aumentar el número de espacios para reos del orden federal. Para abril del 2011 se dio la noticia de que uno de esos penales habría de ser ubicado en el municipio de Ocampo, Guanajuato, municipio colindante con los estados de Jalisco y San Luis Potosí, con el fin de contar con una prisión federal e instalaciones policiales en esa región hasta entonces sin presencia de las fuerzas federales.
La construcción del penal, con capacidad para 2500 reos y para cuya ubicación original se había considerado la ciudad de Celaya, inició en julio de 2011 con una inversión de 3,750 millones de pesos siguiendo el esquema de asociación Público-Privada (APP). La Secretaria de Seguridad Pública otorgó el contrato a la constructora ICA, la cual completó la construcción del penal para finales de 2012, significando una de las mayores obras federales en la historia del municipio Guanajuatense. El penal fue solemnemente inaugurado el 9 de octubre de 2012 por el entonces presidente Felipe Calderón Hinojosa contando con la presencia del gobernador del estado de Guanajuato Miguel Márquez Márquez y el entonces secretario de Gobernación Alejandro Poiré Romero. La prisión recibió a sus primeros reclusos el 26 de octubre de 2012 con el traslado de 198 reos del orden federal, 66 provenientes de prisiones del estado de Aguascalientes y 132 del estado de Nuevo León. Entre 27 y 28 de octubre fueron trasladados 769 reos adicionales provenientes de los estados de Zacatecas, Guanajuato, Sonora, Chihuahua, Baja California y Guerrero para llegar a una población total inicial de 967 reos. Dentro de los reos trasladados se encontraban 38 reos considerados de alta peligrosidad provenientes del penal de Cieneguillas, Zacatecas, donde con anterioridad habían ocurrido motines, homicidios y fugas masivas de reos.

## Acontecimientos sobresalientes
Al ser un penal operando bajo el sistema de asociación Público-Privada (APP), una empresa privada se encarga de la construcción y brindar mantenimiento y servicios a las instalaciones. La empresa encargada de operar el CEFERESO 12 es la empresa SARRE S.A de C.V, la cual se ha visto envuelta en problemas como falta de pago de agua y predial, además de otras irregularidades que han puesto en riesgo la seguridad del penal.
El CEFERESO 12 de Ocampo ha sido distinguido como sede del Festival Internacional Cervantino, al presentarse obras de teatro dentro de sus instalaciones y conformando la plantilla de actores prisioneros del mismo penal. En octubre de 2014 dentro de las actividades del FIC 42, se presentó la obra de Hamlet, preparada a lo largo de 3 meses por 50 reos del penal, donde también se rindió un homenaje a Jorge Correa Fuentes padre del teatro penitenciario en México.
Después de la notable fuga de Joaquín Guzmán Loera "El Chapo",  7 empleados del Centro Federal de Readaptación Social n.º 1, en Almoloya, Estado de México, fueron arrestados y enviados el 17 de julio de 2015 a éste penal en territorio Guanajuatense para seguir su proceso penal por su participación en la fuga.
Una evaluación realizada en marzo de 2016 por la Comisión Nacional de los Derechos Humanos ubicó al CEFERESO 12 Guanajuato en sexto lugar con una calificación de 7.21 dentro de los 20 centros de reclusión federal, muy por encima del CEFERESO n.º 1 del Altiplano. En esa misma evaluación el Centro Federal de Rehabilitación Psicosocial de Ayala, Morelos quedó en primer lugar con una calificación de 8.18, mientras que en último lugar resultó el CEFERESO n.º 9 Norte, en Ciudad Juárez, Chihuahua.

## Directores
- Saúl Francisco García Rodríguez

## Prisioneros notables
En la siguiente lista se mencionan algunos de los prisioneros que se encuentran recluidos según distintas fuentes periodísticas.
| Jorge Iván Hernández Cantú      | Alias el Comandante Credo, exlíder de Los Zetas, responsable de la masacre de 49 reos del penal del Topo Chico, Nuevo León el 11 de febrero de 2016.                                   |
| Javier Alonso Martínez Morales  | Alias Javo, autor del ataque al Casino Royale en Monterrey, Nuevo León el 25 de agosto de 2011 y partícipe en la masacre de 49 reos del penal del Topo Chico el 11 de febrero de 2016. |
| Carlos Saúl Sánchez Galván      | Leonés detenido en 2010 por el robo de vehículo con violencia en Monterrey, Nuevo León.                                                                                                |
| Francisco Aranda Carrizales     | secuestrador en Santa Catarina, Monterrey, Nuevo León. |
| Paulino Barrón Ramírez          | sicario de El Sonrics integrante de Los Zetas. |
| José Guadalupe Bautista Medina  | cómplice en el homicidio de 2 agentes federales el 1 de julio de 2011 en Sabinas Hidalgo, Nuevo León.                                                                                  |
| Ricardo Enríque Guajardo Candia | Alias el Pollo, extorsionador y operador de Los Zetas en Monterrey, Nuevo León. |
| Marcos Oniel Jiménez Barrientos | Alias Zacatecas, homicida de taxistas y "halcón" de Los Zetas en Guadalupe, Nuevo León.                                                                                                |
| Rubén Andrés Rodríguez Pruneda  | responsable del secuestro y homicidio de una estudiante de la UANL en septiembre de 2013 en Monterrey, Nuevo León.                                                                     |

## Prisioneros fugados
- No ha habido fugas desde su inauguración.